# Södra Kungsleden
Södra Kungsleden är en vandringsled som går genom Sveriges södra fjällregion, i Dalarna, Härjedalen och Jämtland. Den sträcker sig officiellt ca 340 km mellan Sälen, vid Högfjällshotellet, i söder och Storlien i norr, men namnet används framförallt i Dalarna (180 km). Leden passerar bland annat Transtrandsfjällen, Fulufjällets nationalpark med Sveriges högsta vattenfall Njupeskär, Drevfjällen, Grövelsjön och Långfjället. I Härjedalen passeras bland annat Rogenområdet och i Jämtland bland annat högfjällsområdet Sylarna.[källa behövs]